# Piper stenopodum
Piper stenopodum är en pepparväxtart som beskrevs av C. Dc.. Piper stenopodum ingår i släktet Piper och familjen pepparväxter. Inga underarter finns listade i Catalogue of Life.